# Traça (àlgebra lineal)

Traça d'una matriu de 4×4

En àlgebra lineal, la traça d'una matriu quadrada A d'nxn es defineix com la suma dels elements de la diagonal principal d'A, és a dir
{\displaystyle \operatorname {tr} (A)=a_{11}+a_{22}+\dots +a_{nn}}
on aij representa l'element que és a la fila i-èsima i a la columna j-èsima d'A.

## Propietats
- La traça és un operador lineal:

{\displaystyle \operatorname {tr} \left(A+B\right)=\operatorname {tr} \left(A\right)+\operatorname {tr} \left(B\right)}
{\displaystyle \operatorname {tr} \left(rA\right)=r\left(\operatorname {tr} \left(A\right)\right)}
sent {\displaystyle A\,} i {\displaystyle B\,} matrius quadrades, i {\displaystyle r\,} un escalar.
- Com la diagonal principal no es troba afectada en transposar la matriu:

{\displaystyle \operatorname {tr} \left(A^{T}\right)=\operatorname {tr} \left(A\right)}
- Si {\displaystyle A\,} és una matriu d'{\displaystyle n\times m} i {\displaystyle B\,} una matriu d'{\displaystyle m\times n}, llavors:

{\displaystyle \operatorname {tr} \left(AB\right)=\operatorname {tr} \left(BA\right)}
Per demostrar-ho tenim en compte que el producte de les matrius {\displaystyle A} i {\displaystyle B} ve donat per
{\displaystyle [AB]_{ij}=\sum _{k=1}^{m}[A]_{ik}[B]_{kj}}
amb la qual cosa podem expressar la traça de {\displaystyle AB} com
{\displaystyle \operatorname {tr} \left(AB\right)=\sum _{i=1}^{n}[AB]_{ii}=\sum _{i=1}^{n}\sum _{k=1}^{m}[A]_{ik}[B]_{ki}}
i tenint en compte la propietat associativa del sumatori
{\displaystyle \operatorname {tr} \left(AB\right)=\sum _{k=1}^{m}\sum _{i=1}^{n}[A]_{ik}[B]_{ki}=\sum _{k=1}^{m}\sum _{i=1}^{n}[B]_{ki}[A]_{ik}=\sum _{k=1}^{m}[AB]_{kk}=\operatorname {tr} \left(BA\right)}
Cal notar que {\displaystyle AB\,} és una matriu quadrada d'{\displaystyle n\times n}, mentre que {\displaystyle BA\,} és una matriu quadrada d'{\displaystyle m\times m}
- Si {\displaystyle A\,} és una matriu quadrada d'ordre {\displaystyle n\,} amb {\displaystyle n\,} valors propis reals o complexos (incloent multiplicitat): {\displaystyle \lambda _{1}...,\lambda _{n}\,} llavors:

{\displaystyle \operatorname {tr} \left(A\right)=\sum \limits _{i=1}^{n}{\lambda _{i}}}
Això pot veure's fàcilment tenint en compte la corresponent forma canònica de Jordan de l'aplicació lineal associada a la matriu. Com que la traça d'una matriu i de la forma de Jordan associada són iguals en ser la traça un invariant algebraic, la traça de la matriu és la suma dels elements de la diagonal de la forma de Jordan, és a dir, la suma d'autovalors.
- La traça d'una matriu quadrada {\displaystyle A\,}està relacionada amb la derivada del seu determinant (vegeu la fórmula de Jacobi).